# Quận Red River, Texas
Quận Red River (tiếng Anh: Red River County) là một quận trong tiểu bang Texas, Hoa Kỳ. Quận lỵ đóng ở thành phố Clarksville6. Theo kết quả điều tra dân số năm  2000 của Cục điều tra dân số Hoa Kỳ, quận có dân số 14.314 người2.

## Thông tin nhân khẩu
Theo điều tra dân số [3] năm 2000, đã có 14.314 người, 5.827 hộ, và 4.067 gia đình sống trong quận. Mật độ dân số là 14 người cho mỗi dặm vuông (5/km ²). Có 6.916 đơn vị nhà ở với mật độ trung bình là 7 cho mỗi dặm vuông (3/km ²). Cơ cấu chủng tộc quận đã gồm 78,04% người da trắng, 17,80% da đen hay Mỹ gốc Phi, 0,59% người Mỹ bản xứ, 0,12% người châu Á, 0,01% người đảo Thái Bình Dương, 2,29% từ các chủng tộc khác, và 1,15% từ hai hoặc nhiều chủng tộc. 4,67% dân số là người Hispanic hay Latino thuộc chủng tộc nào.
Có 5.827 hộ, trong đó 28,00% có trẻ em dưới 18 tuổi sống chung với họ, 53,50% là các cặp vợ chồng sống với nhau, 11,80% có chủ hộ là nữ không có mặt chồng, và 30,20% là không lập gia đình. 27,70% của tất cả các hộ gia đình đã được tạo thành từ các cá nhân và 14,60% có người sống một mình 65 tuổi trở lên đã được người. Bình quân mỗi hộ là 2,41 và cỡ gia đình trung bình là 2,91.
Trong quận, cơ cấu độ tuổi dân cư với 23,90% ở độ tuổi dưới 18, 7,80% 18-24, 24,40% 25-44, 24,30% 45-64, và 19,70% người 65 tuổi trở lên. Tuổi trung bình là 40 năm. Cứ mỗi 100 nữ có 92,90 nam giới. Cứ mỗi 100 nữ 18 tuổi trở lên, đã có 89,80 nam giới.
Thu nhập trung bình cho một hộ gia đình trong quận đã được 27.558 USD, và thu nhập trung bình cho một gia đình là 33.436 dollar Mỹ. Nam giới có thu nhập trung bình $ 24.609 so với 17.566 $ cho phái nữ. Thu nhập trên đầu cho các quận được $ 15,058, làm cho nó một trong những huyện nghèo nhất về kinh tế trong tiểu bang Texas. Giới 13,10% gia đình và 17,30% dân số sống dưới mức nghèo khổ, trong đó có 25,20% những người dưới 18 tuổi và 17,70% có độ tuổi từ 65 trở lên.